# Pierre-François Guestier
Pierre-François Guestier (16 mars 1793, Bordeaux - 16 mars 1874, Bordeaux), surnommé « le duc de Floirac », est un négociant en vin et homme politique français.

## Biographie

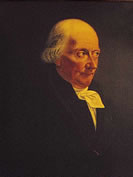
Daniel I Guestier (1755-1847)

D'une famille d'origine saintongeaise et protestante, il était le fils de Daniel I Guestier (1755-1847), négociant, et de Marie-Elisabeth Lys. Son père, capitaine de navires puis armateur, et riche négociant en vins (fondateur de Barton & Guestier), fut un des initiateurs de la navigation à vapeur sur la Garonne, un des fondateurs de la Banque de Bordeaux, future succursale de la Banque de France, président du tribunal de commerce puis de la chambre de commerce de Bordeaux, chevalier de la Légion d'honneur, décoré de la croix du Lys en 1814 et titré baron en 1816 par Louis XVIII pour les services qu'il avait rendus au parti royaliste.
Pierre-François acheva son éducation en Angleterre, entra dans la maison de commerce de son père, puis s'occupa activement de ses propriétés du Médoc (acquisition du Château Beychevelle…), notamment après la mort de son père en 1847. Ce dernier lègua alors à ses enfants une fortune de trois millions de francs, complétée par 3,8 millions de biens immobiliers et viticoles.
C'est au Château Beychevelle que la famille installe une écurie. Pierre-François cultive en effet l'anglophilie familiale en adhérant à cette mode venue d'outre-Manche ainsi qu'en nouant des liens d'amitié avec Washington Irving, comme en témoigne leur correspondance.
Il se présenta sans succès à la députation, le 23 juin 1830, dans le 1er arrondissement électoral de la Gironde (Bordeaux). Rallié à la Monarchie de Juillet, il devint, en 1831, adjoint au maire de Bordeaux, conseiller général, et, pendant un voyage qu'il fit en Irlande, fut élu député, le 21 juin 1834. Réélu, le 4 novembre 1837 et le 2 mars 1839, il fut nommé pair de France le 4 mai 1845. Guestier avait fidèlement soutenu à la Chambre la politique ministérielle ; il la défendit encore à la Chambre haute jusqu'à la Révolution de février 1848. Il rentra alors dans la vie privée, et mourut à 81 ans d'une mort suspecte, Jean Giraud dans la Tribune de Bordeaux évoque « l'hypothèse d'un empoisonnement » soutenue par le médecin légiste. Il est inhumé au cimetière protestant de Bordeaux.
Il épousa Anna Eliza Johnston, tante de Nathaniel Johnston IV. Leur fils Daniel II (1820-1900), prendra la tête de la maison de négoce (Barton & Guestier) et deviendra juge au Tribunal de Commerce de Bordeaux (vers 1850) et membre de la Chambre de Commerce en 1872. Le fils de ce dernier également prénommé Daniel III (1851-1926) sera président de la  Chambre de Commerce de 1911 à 1914.

## Le «duc de Floirac»
- Sur leur domaine agricole de Bel-Sito construite par Nathaniel Johnston à Floirac, une serre chaude était spécialement destinée à la culture de l'ananas : « les fruits avaient un goût bien supérieur à ceux ramenés par les steamers dans le port de Bordeaux ». Le négociant Dan Guestier reçut d'ailleurs en 1879 une médaille d'argent par les sociétés agricoles[4].
- De son séjour en Italie il rapporte une vision de la campagne romaine qu'il recrée sur les sommets floiracais : demeure flanquée d'une galerie à colonnade, petit temple de style gréco-romain ouvert sur le grand panorama de la vallée de la Garonne, vastes pelouses et garennes autour de la villa de La Cruz[5],